# Касл, Уильям Эрнест
Уильям Эрнест Касл (англ. William Ernest Castle; 25 октября 1867, штат Огайо, США — 3 июня 1962, Беркли Калифорния, США) — американский зоолог, член Национальной АН США.

## Биография
Родился Уильям Эрнест Касл 25 октября 1867 года в Александрии. В 1893 году окончил Гарвардский университет. В 1897 году возвращается в родные пенаты уже в качестве работника, при этом с 1908 года он становится профессором. Работал там вплоть до 1936 года. С 1936 года до своей смерти работал в Калифорнийском университете в Беркли.
Скончался Уильям Касл 3 июня 1962 года в Беркли.

## Научные работы
Основные научные работы посвящены генетике животных. Уильям Эрнест Касл — автор 200 научных работ, 550 публикаций в СМИ и 5363 очерков, которые хранятся во многих библиотеках мира

## Членство в организациях
- Член Американской академии искусств и наук.

## Награды и премии
- 1955 — Кимберовская премия по генетике.